# Töpchin-Siedlung
Töpchin-Siedlung ist ein Wohnplatz der Stadt Mittenwalde im Landkreis Dahme-Spreewald in Brandenburg.

## Geografische Lage
Der Wohnplatz liegt südlich des Stadtzentrums und dort nördlich des Wohnplatzes Kiefernring, der sich wiederum nördlich des Ortsteils Töpchin anschließt. Durch die Wohnbebauung führt die Landstraße 743, die in diesem Bereich von Norden kommend in südlicher Richtung als Märkische Straße verläuft. Im Südosten liegen die Töpchiner Seen.